# Oľšavica
Oľšavica (em alemão: Olschau, Olschawitz; húngaro: Nagyolsva) é um município da Eslováquia, situado no distrito de Levoča, na região de Prešov. Tem 17,61 km² de área e sua população em 2018 foi estimada em 268 habitantes.

## Demografia
| Ano:        | 1994 | 2004   | 2014    | 2024    |
| ----------- | ---- | ------ | ------- | ------- |
| Broj ljudi: | 343  | 312    | 275     | 232     |
| Razlika:    |      | -9,03% | -11,85% | -15,63% |

| Ano:               | 2023 | 2024   |
| ------------------ | ---- | ------ |
| Número de pessoas: | 236  | 232    |
| Diferença:         |      | -1,69% |